# Dera Baba Nanak
Dera Baba Nanak (o Dera Nanak) è una città dell'India di 7.493 abitanti, situata nel distretto di Gurdaspur, nello stato federato del Punjab. In base al numero di abitanti la città rientra nella classe V (da 5.000 a 9.999 persone).

## Geografia fisica
La città è situata a 32° 1' 60 N e 75° 1' 0 E e ha un'altitudine di 235 m s.l.m..

## Società

### Evoluzione demografica
Al censimento del 2001 la popolazione di Dera Baba Nanak assommava a 7.493 persone, delle quali 3.915 maschi e 3.578 femmine. I bambini di età inferiore o uguale ai sei anni assommavano a 884, dei quali 502 maschi e 382 femmine. Infine, coloro che erano in grado di saper almeno leggere e scrivere erano 5.625, dei quali 3.059 maschi e 2.566 femmine.